# 大二十面体
大二十面体（だいにじゅうめんたい、Great icosahedron）とは、星型正多面体の一種で、正二十面体の(正二十面体自身を除く)57個目の星型であり、星型の胞を利用したアルファベット表記ではGである。

## 派生的な立体
| 切頂大二十面体 t{3, 5/2} | 大二十・十二面体 r{5/2, 3} = r{3, 5/2} | 斜方二十面体 |